# Giuseppina Grassi
Alessandra Giuseppina Grassi Herrera plus communément appelée Giuseppina Grassi, née le 29 août 1976 à Mexico, est une coureuse cycliste italo-mexicaine. Elle a été championne panaméricaine du contre-la-montre en 2009 et championne du Mexique à plusieurs reprises. Elle a représenté le Mexique aux Jeux olympiques de 2008.

## Biographie
Son père, Giuseppe Grassi, est un cycliste italien, champion du monde de demi-fond amateur en 1968.

## Palmarès
- 1999
  -  Championne du Mexique du contre-la-montre
  -  Championne du Mexique sur route
- 2000
  -  Championne du Mexique du contre-la-montre
- 2005
  -  Championne du Mexique sur route
  - 2e du championnat d'Italie sur route
- 2006
  -  Championne du Mexique du contre-la-montre
  -  Championne du Mexique sur route
- 2007
  -  Championne du Mexique du contre-la-montre
  -  Médaillée d'argent du championnat panaméricain du contre-la-montre
  -  Médaillée d'argent du contre-la-montre des Jeux panaméricains
  - 3e du championnat du Mexique sur route
- 2008
  -  Championne du Mexique du contre-la-montre
  -  Championne du Mexique sur route
  -  Médaillée d'argent du championnat panaméricain du contre-la-montre
- 2009
  -  Championne panaméricaine du contre-la-montre
  - 2e du championnat du Mexique du contre-la-montre
  - 2e de la Classic Féminine de Vienne Poitou-Charentes
  - 5e du championnat panaméricain sur route
- 2010
  - 2e du championnat du Mexique du contre-la-montre
  - 6e du championnat panaméricain du contre-la-montre
  - 10e du championnat panaméricain sur route
- 2011
  - 2e du championnat du Mexique du contre-la-montre
- 2012
  - 2e du championnat du Mexique sur route